# 삼성 갤럭시 S9
삼성 갤럭시 S9(Samsung Galaxy S9), 삼성 갤럭시 S9+(Samsung Galaxy S9+)는 삼성전자가 삼성 갤럭시 S 시리즈의 일부 제품으로 개발한 안드로이드 스마트폰이다. 각각 S9, S9+으로 짧게 줄여서 부르기도 한다. 이 장치들은 2018년 2월 25일 바르셀로나 모바일 월드 콩그레스(MWC2018)에서 선보였으며, 이는 S8과 S8+의 뒤를 잇는 것이다.

## 역사
갤럭시 S9은 발표가 있기 전까지 기능과 디자인 변경사항 중 대부분이 수주 전에 유출된 것을 포함하여 수개월 동안 여러 루머에 휩싸였다. 공식 런칭 동영상이 공개 수시간 전에 유출되었다.

## 사양

### 하드웨어
갤럭시 S9과 S9+는 다시 1440p AMOLED 디스플레이에 18.5:9 화면비를 갖추고 있다. S8처럼 S9은 5.8인치 패널을 쓰며 S9+은 S8+와 비슷하게 더 큰 6.2인치 패널을 사용한다.
144.7 x 68.7 x 8.5 mm, 163g
미국과 중국을 제외한 모든 국가에서 S9과 S9+는 삼성 엑시노스 9810 SoC(미국과 중국판은 스냅드래곤 845 SoC를 사용)를 장착하고 있다.
S9은 4 GB의 RAM이 포함되며 S9+은 6 GB의 RAM이 포함된다. 스토리지의 경우 S9은 64GB, S9+는 64GB와 256GB를 갖추고 있다. 추가 스토리지를 위해 두 모델 모두 마이크로SD를 사용할 수 있다.
배터리 용량은 전작과 동일하다: S9의 경우 3000 mAh, S9+의 경우 3500 mAh. (다만, AnandTech의 최신 스마트폰 배터리 지속 시간 테스트의 결과에 따르면 '갤럭시S9'의 배터리 지속 시간이 전작인 '갤S8'보다 뒤쳐지는 것으로 나타났다.) 엑시노스 9810의 공정 설계 미스가 원인으로 추정된다. 갤럭시S9 모델이 배터리용량과 엑시노스9810 AP의 고질적 문제로 배터리 지속시간이 짧은 편이며 갤럭시S9+의 경우 AP 자체의 고질적 문제가 있음에도 갤럭시S9보다 용량이 좀 더 많고 지속시간이 갤럭시S9보다 더 나오는 편이다. 하지만 동급 경쟁 기종에 비해 확실히 배터리 지속시간이 많이 부족한 모습을 보여준다.
S9과 S9+는 현재 AKG에 의해 튜닝된 스테레오 스피커를 포함하고 있으며 이 전화들은 돌비 애트모스 서라운드 사운드도 지원한다.
S9과 S9+의 지문 센서는 카메라의 오른쪽에서 카메라 바로 밑, 즉 좀 더 가운데 쪽으로 이동되었다. 안면 인식과 홍채 스캐닝은 인텔리전트 스캔(Intelligent Scan)으로 병합되었다.
S9, S9+의 카메라들은 상당한 개선이 있었고 주된 장점이라고 할 수 있다. S9+는 후면에 듀얼 카메라로 구성되며 S9은 후면에 카메라가 하나만 위치해 있다. 두 전화 모두 듀얼 애퍼처(Dual Aperture)를 지원(F1.5, F2.4)하며 S9의 경우 후면 카메라에, S9+의 경우 후면 와이드 카메라에 설치된다. 두 전화 모두 초당 960 프레임의 슬로 모션 동영상을 촬영할 수 있으며 이를 Super Slo-Mo로 부른다. 이 전화들은 AR 이모지(AR Emoji)를 사용할 수 있으며 이는 아이폰 X의 애플의 iOS 11 시스템과 유사하며 사용자가 자신들만의 이모지를 만들 수 있게 하는 새로운 기능이다. 이 기능을 위한 서드파티 앱 지원이 제공될 예정이다.

### 소프트웨어
안드로이드 8.0 오레오
S9과 S9+는 삼성의 Samsung Experience 스킨을 기반으로 한 안드로이드 오레오 (8.0)을 포함하고 있다. 카메라를 이용한 실시간 언어 번역 등 빅스비와의 더 밀접하게 연동한다. 게다가 홈 스크린 상태에서도 수평으로 두고 사용할 수 있다.
안드로이드 9.0 파이
2019년 1월15일 S9과 S9+는 삼성의 One UI(Samsung Experience 10)를 기반으로 한 안드로이드 파이 (9)로 업그레이드 되었다.
안드로이드 10.0
2020년 2월 13일, 한국 내수용 모델인 SM-G960N의 안드로이드 10 업그레이드가 실시되었다. 안드로이드 보안 패치 수준은 2020년 1월 1일이다. 해당 업그레이드를 통해 사용자 인터페이스가 Samsung One UI 2로 업데이트되었다.

### 가격
유출된 수많은 정보에 따르면 S9과 S9+가 전작보다 더 가격이 높을 것이라고 잘못 언급하였다가 이는 나중에 거짓으로 밝혀졌다. 미국에서 언락된 S9 폰의 가격은 719.99 달러이며 언락된 S9+의 가격은 $839.99이다.

## 반응
테크레이더의 존 매컨(John McCann)은 개선된 카메라와 지문 센서의 새로운 위치를 칭찬하였으나 이전 기종(갤럭시 S8)과 비슷하며 제한된 AR 이모지 기능에 대해 불평하였다.

## 색상
- 미드나잇 블랙
- 코랄 블루
- 라일락 퍼플
- 버건디 레드
- 선라이즈 골드
- 폴라리스 블루

## 같이 보기
- 삼성 갤럭시
- 삼성 갤럭시 S 시리즈